# Irreligión en México
La irreligión en México se puede referir a ateísmo, agnosticismo, deísmo, escepticismo religioso, humanismo secular o actitudes en general secularistas en México. Desde 1857 el país no tiene una religión oficial y algunas leyes anticlericales contenidas tanto en al constitución de 1857 como en la de 1917 impusieron fuertes limitantes a las organizaciones religiosas y en ocasiones el estado se entrometió en asuntos religiosos. Una reforma a la constitución en 1992 levantó la mayoría de las restricciones, dando a todos los grupos religiosos un estatus legal, concediéndoles derechos de propiedad limitados, dando derecho de voto a ministros de religión y levantando las restricciones en el número de sacerdotes en el país. Sin embargo los ministros de religión no pueden ser elegidos a cargos públicos, el gobierno no provee ninguna contribución financiera a organizaciones religiosas y dichas organizaciones no pueden participar en la educación pública.
Aunque históricamente la iglesia católica ha dominado el panorama religioso del país, de acuerdo a la "Catholic News Agency", hay una comunidad creciente de ateos y gente no religiosa.
Según World Population Review, el 38% de la población mexicana se considera irreligiosa.

## Sociedad y religión
Desde la época colonial la religión católica tuvo un fuerte impacto en la sociedad con la ayuda de la evangelización e incluso estuvo a punto de extinguir todos los credos autóctonos, manteniendo sumiso al pueblo e incluso obteniendo un poder mayor que el del mismo gobierno virreinal.
Fue hasta la independencia que las ideas de la ilustración florecieron en la mente de algunos mexicanos, los cuales intentaron limitar el poder político y económico de la iglesia, pero la estos movimientos fueron ineficaces hasta 1857 año en el que se consiguió dar un paso importante en la secularización de México.

## Libertad de cultos
Fue hasta la promulgación de las Leyes de Reforma que en México se permitió ejercer una religión diferente a la católica, hasta entonces esta era la religión del estado y por lo tanto la única legal.
Esta ley fue muy polémica incluso entre los mismos Liberales, debido a que casi todos eran católicos.

## Religión y política

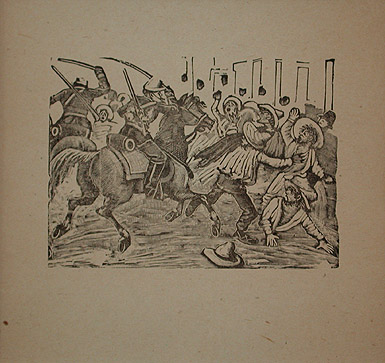
"The Street Gazzete": Manifestación Anti Clerical. Dibujo satírico de Posada muestra la tensión entre la iglesia y los ciudadanos.

Desde los tiempos de la conquista española la iglesia católica ha tenido una posición destacada en decidir la manera en que las costumbres y la moral deben ser implementadas y ha ayudado en moldear la identidad cultural de una gran parte de la población. Sin embargo, a la mitad del siglo XIX hubo muchas reformas relacionadas al poder de la iglesia en materia política. El estado actual de la libertad de religión refleja las tensiones históricas entre la Iglesia Católica y el Estado moderno. Durante la mayor parte de los 300 años del país como colonia española, la iglesia católica se inmiscuyó fuertemente en política. En el periodo nacional temprano, el amplio poder e influencia política de la iglesia creó un fuerte movimiento anticlerical, que encontró expresión política en el Partido Liberal. La Iglesia católica apoyó a los conservadores rebeldes a la mitad del siglo XIX y más tarde dio la bienvenida a la ocupación del país por la armada francesa.
Robert Haberman, del Partido Laborista, escribe: 
 "Para el año de 1854, la Iglesia ganó posesión de cerca de dos tercios de todas las tierras de México, casi todos los bancos, y cada negocio grande. El resto del país estaba hipotecado a la Iglesia. Entonces vino la revolución de 1854, lidereada por Benito Juárez. Culminó en la Constitución de 1857, la cual secularizó las escuelas y confiscó las propiedades de la Iglesia.
Todas las iglesias fueron nacionalizadas, muchas fueron convertidas a escuelas, hospitales, y orfanatos. Los casamientos civiles se hicieron obligatorios. El Papa Pío IX de inmediato envió un mandato contra la Constitución y llamó a todos los católicos de México a desobedecerla. Desde entonces, el clero ha estado peleando para reganar su perdido poder temporal y riqueza.."

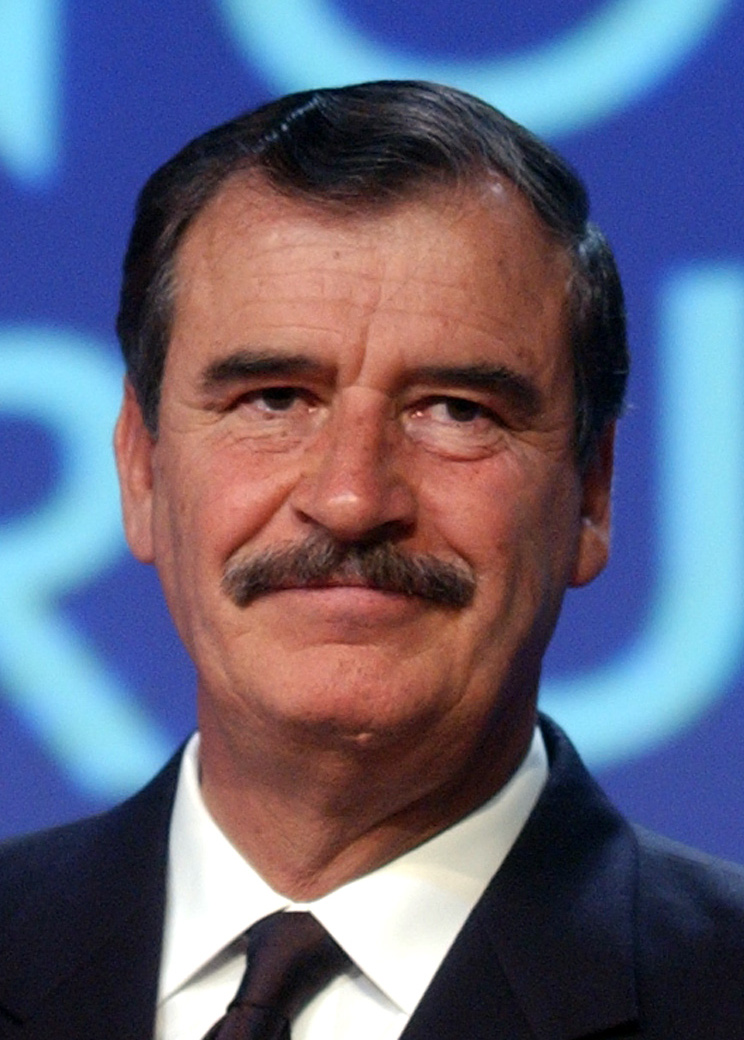
Cuando Vicente Fox tomó el poder en 2000 mucha gente temió que el secularismo del país sería dañado ya que era la primera vez en décadas que México tenía un Presidente abiertamente católico.

La colaboración de la Iglesia con Porfirio Díaz a principios del siglo XX le ganó la enemistad de los vencedores de la Revolución mexicana. En consecuencia se escribieron severas restricciones para la Iglesia en la Constitución actual del país, la Constitución de 1917. Dicha constitución, siguiendo la tradición de los Jacobinos de la Revolución francesa, como la Constitución española de 1931,ha sido caracterizada como de ser hostil a la religión. La Constitución de 1917 prohibió la enseñanza por el clero aún en escuelas privadas, le dio el contro al estado sobre las cuestiones de la Iglesia, puso todas las propiedades de la Iglesia a disposición del estado, prohibió las órdenes religiosas, prohibió a todos los sacerdotes nacidos en el extranjero, le dio a los estados el poder para limitar o eliminar a los sacerdotes en su territorio, les quitó a los sacerdotes el poder de votar o ser votado, prohibió las organizaciones católicas que abogaban por una política pública, prohibió la presencia de clérigos para celebraciones religiosas y de usar ropa clerical (sotanas) fuera de una iglesia y le quitó a los ciudadanos el derecho a juicio por violación de estas previsiones.
El intento del gobierno federal de poner en práctica las restricciones de la Constitución de 1917 en los años 1920 llevaron a una represión violenta y a una revuelta abierta por parte de campesinos en la rebelión cristera (1926-1929). Las tensiones entre la Iglesia y el Estado se suavizaron después de 1940, pero las restricciones constitucionales fueron mantenidas aun mientras su cumplimiento se volvió laxo en la práctica en las siguientes décadas. El gobierno estableció relaciones diplomáticas con la Santa Sede durante la administración del presidente Carlos Salinas de Gortari, y el gobierno levantó casi todas las restricciones sobre la Iglesia Católica en 1992.
Ese año el gobierno ratificó su política informal de no aplicar la mayor parte de los controles legales sobre los grupos religiosos